# Nazionale maschile di calcio dell'Uganda
La nazionale di calcio dell'Uganda è la rappresentativa nazionale calcistica dell'Uganda ed è posta sotto l'egida della Federation of Uganda Football Associations. Fondata nel 1929, è affiliata alla FIFA ed alla CAF dal 1959.
Il suo miglior risultato è il secondo posto ottenuto nella Coppa d'Africa 1978, superata solo dal Ghana (2-0 in finale). Da allora non è più riuscita a qualificarsi per la fase finale della manifestazione sino alla Coppa d'Africa 2017. Con ben 11 trionfi detiene il record di vittorie in CECAFA Cup, torneo riservato a nazioni situate geograficamente nel centro-est dell'Africa.
Uno dei migliori giocatori della storia dell'Uganda è Tenywa Bonseu, difensore che ha militato in alcune squadre della Major League Soccer, mentre Majid Musisi fu il primo ugandese a giocare in un club europeo.
Nella graduatoria FIFA in vigore da agosto 1993 il miglior posizionamento raggiunto è stato il 63º posto nel settembre 2010, mentre il peggiore è stato il 121º posto di luglio 2002; occupa il 82º posto della graduatoria.

## Storia
La nazionale di calcio dell'Uganda esordì il 1º maggio 1926 contro il Kenya (1-1).
Esordì in Coppa d'Africa nel 1962, quando prese parte alla seconda edizione del torneo, che prevedeva la partecipazione di sole quattro squadre. Ammesso in semifinale, l'Uganda fu sconfitto (2-1) ed eliminato dalla Rep. Araba Unita, e perse poi la finale per il terzo posto contro la Tunisia (3-0).
L'Uganda tornò a disputare la fase finale della Coppa d'Africa nel 1974, dove ottenne una sconfitta contro l'Egitto, un pareggio contro la Costa d'Avorio e una sconfitta contro lo Zambia. Fu eliminato al primo turno anche nel 1976, sconfitta da Etiopia, Egitto e Guinea.
Nella Coppa d'Africa 1978 si piazzò secondo. Sconfisse per 3-1 il Rep. del Congo, fu battuto per 3-1 dalla Tunisia e batté per 3-0 il Marocco. In semifinale eliminò la Nigeria (2-1) e in finale fu sconfitto dal Ghana (2-0).
Nel 2017 si è qualificato per la Coppa d'Africa dopo 39 anni. Ha concluso il torneo al primo turno, dopo due sconfitte per 1-0 contro Ghana ed Egitto e un pareggio per 1-1 contro il Mali.
Nelle qualificazioni per i Mondiali del 2018 l'Uganda supera agevolmente il secondo turno con un 4-0 complessivo ai danni del Togo, passando di fatto alla fase a gironi dove gli ugandesi non sfigurano contro avversari di alto livello come Egitto,Ghana e Rep. del Congo, difatti nel corso del girone le gru ottengono due pareggi per 0-0 contro il Ghana, una vittoria e un pareggio contro la Repubblica del Congo e una storica vittoria contro l'Egitto seguita da una sconfitta di misura in casa dei faraoni. Tuttavia i 9 punti conquistati non sono bastati agli ugandesi a qualificarsi contro i 13 degli egiziani primi in classifica.
Nelle qualificazioni per la Coppa d'Africa del 2019 l'Uganda dà continuità ai buoni risultati ottenuti con il CT Desabre dominando il gruppo L delle qualificazioni contro Tanzania,Capo Verde e Lesotho.
Grazie a una vittoria per 1-0 a Kampala contro i capoverdiani le gru si qualificano con un turno di anticipo al torneo per la seconda edizione di fila.
Nella fase finale della competizione grazie alla vittoria per 2-0 contro la RD del Congo l'Uganda torna al successo in Coppa D'Africa dopo un digiuno durato quarantuno anni; nelle altre due partite del girone ottiene un pareggio (1-1 contro lo Zimbabwe) e una sconfitta (2-0 contro l'Egitto padrone di casa) passando il turno da seconda classificata, per poi essere eliminata agli ottavi di finale dopo una sconfitta per 1-0 contro il ben più quotato Senegal.

## Commissari tecnici
- Alan Rogers (1965-1966)
- Robert Kiberu (19??-1969)
- Burkhard Pape (1969-1972)
- David Otti (1973-1974)
- Otto Westerhoff (1974-1975)
- Peter Okee (1976-1981)
- Bidandi Ssali (1982)
- Peter Okee (1983)
- George Mukasa (1984-1985)
- Barnabas Mwesiga (1986-1988)
- Robert Kiberu (1988-1989)
- Polly Ouma (1989-1995)
- Timothy Ayieko (1995-1996)
- Asuman Lubowa (1996-1999)
- Paul Hasule (1999)

- Harrison Okagbue (1999-2001)
- Paul Hasule (2001-2003)
- Pedro Pasculli (2003)
- Leo Adraa (2003-2004)
- Mike Mutebi (2004)
- Muhammed Abbas (2004-2006)
- Csaba László (2006-2008)
- Bobby Williamson (2008-2013)
- Milutin Sredojević (2013-2017)
- Moses Basena (2018) ad interim
- Sébastien Desabre (2017-2019)
- Johnny McKinstry (2019-2021)
- Milutin Sredojević (2021-2023)
- Paul Put (2023-)

## Confronti con le altre nazionali
Questi sono i saldi dell'Uganda nei confronti delle nazionali con cui sono stati disputati almeno 10 incontri.

### Saldo positivo
| Nazionale | Giocate | Vinte | Pareggiate | Perse | Reti fatte | Reti subite | Differenza |
| --------- | ------- | ----- | ---------- | ----- | ---------- | ----------- | ---------- |
| Kenya     | 56      | 20    | 19         | 17    | 64         | 54          | +10        |
| Tanzania  | 41      | 23    | 11         | 7     | 71         | 40          | +31        |
| Zambia    | 30      | 15    | 7          | 8     | 36         | 30          | +6         |
| Ruanda    | 26      | 11    | 7          | 8     | 33         | 20          | +13        |
| Malawi    | 24      | 11    | 6          | 7     | 30         | 27          | +3         |
| Sudan     | 20      | 9     | 7          | 4     | 30         | 20          | +10        |
| Somalia   | 17      | 13    | 3          | 1     | 48         | 6           | +42        |

### Saldo neutro
| Nazionale | Giocate | Vinte | Pareggiate | Perse | Reti fatte | Reti subite | Differenza |
| --------- | ------- | ----- | ---------- | ----- | ---------- | ----------- | ---------- |
| Etiopia   | 24      | 8     | 8          | 8     | 32         | 28          | +4         |

### Saldo negativo
| Nazionale | Giocate | Vinte | Pareggiate | Perse | Reti fatte | Reti subite | Differenza |
| --------- | ------- | ----- | ---------- | ----- | ---------- | ----------- | ---------- |
| Egitto    | 11      | 1     | 2          | 8     | 10         | 22          | −12        |
| Zimbabwe  | 11      | 1     | 6          | 4     | 8          | 10          | −2         |

## Palmarès
- CECAFA Cup:

 Campione (14): (record) 1973, 1976, 1977, 1989, 1990, 1992, 1996, 2000, 2003, 2008, 2009, 2011, 2012, 2019
 Secondo posto (5): 1974, 1982, 1994, 1995, 2000
 Terzo posto (7): 1975, 1983, 1984, 1987, 1991, 2007, 2010

## Partecipazioni ai tornei internazionali
Legenda: Grassetto: Risultato migliore, Corsivo: Mancate partecipazioni

## Tutte le rose

### Coppa d'Africa
Coppa d'Africa 20171 Odongkara, 2 Ochaya, 3 G. Kizito, 4 Juuko, 5 Isinde, 6 Mawejje, 7 Sentamu, 8 Aucho, 9 Sserunkuma, 10 L. Kizito, 11 Massa, 12 Iguma, 13 Oloya, 14 Wadada, 15 Walusimbi, 16 Wasswa, 17 Miya, 18 Onyango, 19 Salim, 20 Awany, 21 Shaban, 22 Batambuze, 23 Azira, CT: Sredojević
Coppa d'Africa 20191 Odongkara, 2 Ochaya, 3 Awany, 4 Juuko, 5 Mugabi, 6 Lwanga, 7 Okwi, 8 Aucho, 9 Kaddu, 10 Kizito, 11 Nsibambi, 12 Mukiibi, 13 Kateregga, 14 Wadada, 15 Walusimbi, 16 Wasswa, 17 Miya, 18 Onyango, 19 Salim, 20 Muleme, 21 Kyambadde, 22 Abdu, 23 Azira, CT: Desabre

## Rosa attuale
Lista dei giocatori convocati per la sfida di qualificazione alla Coppa d'Africa 2021 contro il Malawi del 29 marzo 2021.
Presenze e reti aggiornate al 29 marzo 2021.
|  | P | Mathias Kigonya   | 2 febbraio 1996   | 5  | 0  | Forest Rangers                 |  |  |
|  | P | Denis Onyango     | 15 maggio 1985    | 81 | 0  | Mamelodi Sundowns              |  |  |
|  | P | Jamal Salim       | 27 maggio 1995    | 6  | 0  | Al-Hilal                       |  |  |
|  |   |                   |                   |    |    |                                |  |  |
|  | D | Murushid Juuko    | 14 aprile 1994    | 42 | 1  | Express                        |  |  |
|  | D | Gavin Kizito      | 14 gennaio 2002   | 0  | 0  | Vipers                         |  |  |
|  | D | Mustafa Kizza     | 3 ottobre 1999    | 12 | 4  | Kampala Capital City Authority |  |  |
|  | D | Halid Lwaliwa     | 22 agosto 1996    | 11 | 1  | Vipers                         |  |  |
|  | D | Ronald Mukiibi    | 16 settembre 1991 | 4  | 0  | Östersunds                     |  |  |
|  | D | Joseph Ochaya     | 14 dicembre 1993  | 57 | 2  | Mazembe                        |  |  |
|  | D | Nicholas Wadada   | 27 luglio 1994    | 61 | 1  | Azam                           |  |  |
|  | D | Elio Capradossi   | 11 marzo 1996     | 1  | 0  | Cittadella                     |  |  |
|  |   |                   |                   |    |    |                                |  |  |
|  | C | Lumala Abdu       | 21 luglio 1997    | 9  | 0  | Pyramids                       |  |  |
|  | C | Micheal Azira     | 22 agosto 1987    | 15 | 0  | New Mexico United              |  |  |
|  | C | Bobosi Byaruhanga | 3 dicembre 2001   | 0  | 0  | Vipers                         |  |  |
|  | C | Luwagga Kizito    | 20 dicembre 1993  | 46 | 1  | Hapoel Kfar Saba               |  |  |
|  | C | Taddeo Lwanga     | 21 maggio 1994    | 20 | 1  | Simba                          |  |  |
|  | C | Farouk Miya       | 26 novembre 1997  | 68 | 22 | Konyaspor                      |  |  |
|  | C | Allan Okello      | 4 luglio 2000     | 13 | 3  | Paradou                        |  |  |
|  | C | Emmanuel Okwi     | 25 dicembre 1992  | 81 | 26 | Al-Ittihad                     |  |  |
|  | C | Ibrahim Orit      | 28 luglio 1998    | 3  | 1  | Vipers                         |  |  |
|  | C | Moses Waiswa      | 20 aprile 1997    | 12 | 1  | SuperSport United              |  |  |
|  |   |                   |                   |    |    |                                |  |  |
|  | A | Daniel Isiagi     | 19 dicembre 1995  | 2  | 0  | Uganda Revenue Authority       |  |  |
|  | A | Charles Lukwago   | 24 novembre 1992  | 14 | 0  | Kampala Capital City Authority |  |  |
|  | A | Yunus Sentamu     | 13 agosto 1994    | 21 | 4  | Tirana                         |  |  |